# Dendronephthya pharonis
Dendronephthya pharonis är en korallart som beskrevs av Thomson och Jack Macqueen 1911. Dendronephthya pharonis ingår i släktet Dendronephthya och familjen Nephtheidae. Inga underarter finns listade i Catalogue of Life.